# Русские в Иране
Иранскими русскими называют русских, проживающих в Иране, или иранцев русского происхождения. Русские проживают в самых различных районах страны, но большинство из них живут на тех территориях, которые ранее находились под влиянием российской армии, то есть входили в российскую сферу влияния. Это был косвенный результат исхода русско-персидских войн. На данный момент русские живут также и в южных регионах страны, где многие из них работают в качестве технических специалистов и экспертов по ядерной энергетике, например на АЭС в Бушире.
Диаспора значительно уменьшилась после Второй мировой войны, последовавшего за ней Иранского кризиса 1946 года и Иранской революции. Однако русские живут в Иране ещё со времен Сефевидов.

## История
История пребывания русских в Иране (Персии) насчитывает множество веков. В первых десятилетиях XX века в стране насчитывалось некоторое количество русских, находившихся в ней по военным, дипломатическим и торговым делам, занятых в промышленности, рыболовстве, транспортной индустрии, прежде всего в городах Тегеран, Энзели, Казвин, Решт, Гилян. Относительно массовая волна иммиграции в Иран началась в 1920-х годах, когда белые эмигранты спасались от преследования большевиков. Большинство из них осели в северных провинциях страны, в Гиляне и Мазендеране, а также на северо-западе, в Иранском Азербайджане, где общины их потомков живут до сих пор.
Русская община продолжала расти в северных провинциях страны в результате того, что Иран попал в сферу влияния Российской империи после Русско-персидской войны 1826—28.

## Русская православная церковь в Иране
Некогда многочисленная русско-православная община в Иране со временем сократилась. В основном её членами являются потомки белых эмигрантов, а также постоянно проживающие в стране сотрудники дипломатических и торговых миссий.
История православной общины в Тегеране прослеживается с конца XVI века (1597 год). Официально первый православный приход при посольстве России в Тегеране был создан в 1864 году. До российской революции 1917 года в Тегеране были две церкви при посольстве, а также колокольня на местном русском кладбище. Позднее обе церкви были закрыты и уничтожены. Также были построены православные храмы в городах Казвин (1901, при управлении Энзели-Тегеранской шоссейной дороги), Энзели (1913, при торговом и рыболовном порту), Решт (1905, домовая церковь в здании российского консульства). Храмы в Казвине и Энзели продолжали действовать после революции. В Тегеране на смену упразднённых посольских церквей был создан храм Святого Николая, действовавший в 1920—1940-е годы в арендованном здании.
Новое здание церкви Святого Николая в Тегеране было построено в 1940-х годах на пожертвования русских эмигрантов. Проект церкви был составлен белым эмигрантом Николаем Макаровым, который был архитектором и служил офицером в иранской армии. Как только кресты были возведены на куполах, в наполовину построенную церковь сразу же устремился поток прихожан. До Исламской революции 1979 года в Тегеране было несколько православных священников, и все они были изгнаны в 1980-х годах. Лишь в середине 1990-х годов церковь получила нового священника: им стал иеромонах Александр Заркешев, назначенный Московским патриархатом.

## Институты поддержки
В условиях политической системы Ирана возможности иностранных общин к самоорганизации сильно ограничены. Все усилия по поддержке русскоязычного населения, популяризации русской культуры и продвижению русского языка прикладываются на уровне двусторонних отношений Ирана и России. В 2017 году в Тегеранском университете при участии фонда «Русский мир» был открыт Русский центр. При российском посольстве действует представитель Россотрудничества, отвечающий за взаимоотношения и совместные проекты двух стран в гуманитарной сфере. В 2021 году Россия и Иран подписали соглашение о создании Российского информационно-культурного центра в Тегеране и аналогичного иранского центра в Москве.